# Tratado de Montgomery

Gales después del Tratado de Montgomery de 1267:

El Tratado de Montgomery fue un tratado firmado el 29 de septiembre de 1267 entre el Reino de Inglaterra y Gales en Montgomeryshire por el que Enrique III de Inglaterra reconocía a Llywelyn ap Gruffudd como Príncipe de Gales. Fue la única vez que un gobernante inglés reconoció el derecho de un gobernante de Gwynedd sobre Gales. El abuelo de Llywelyn, Llywelyn el Grande, había reclamado su autoridad como príncipe efectivo de Gales como "Príncipe de Aberffraw, Señor de Snowdon" en la década de 1230, después de someter a todas las demás dinastías galesas. Asimismo, el tío de Llywelyn, Dafydd ap Llywelyn, había reclamado el título de Príncipe de Gales de 1240 a 1246. Sin embargo, la supremacía de Llywelyn a finales de la década de 1260 obligó al reconocimiento de su autoridad en Gales por parte de una Corona inglesa debilitada por la división interna.

## Condiciones del tratado
Muchas de las condiciones del tratado habían sido anticipadas por el Tratado de Pipton (1265) entre Llywelyn y Simon de Montfort. El tratado de 1267 cedía Builth a Llywelyn, junto con Brecon y Gwerthrynion en el centro de Gales. El castillo de Cefnllys, arrebatado a Roger Mortimer en 1262 por Llywelyn, fue devuelto a su propietario a  condición de que la tierra se retendría provisionalmente a Llywelyn, siempre que Llywelyn pudiera respaldar su derecho sobre ella. Llywelyn también recibió el castillo de Whittington en la actual Shropshire, que anteriormente estaba en manos de su abuelo en la década de 1220, y la seguridad de que Robert de Mold no construiría ningún castillo en Hawarden, lo que ayudaría a asegurar la frontera noreste. de Gales. El tratado también permitiría el regreso a Gales del hermano de Llywelyn, Dafydd ap Gruffudd, que había desertado a Inglaterra a principios de la década de 1260.
El texto clave sería visto más tarde por Lord Edward como
“XIII. Para el principado, tierras, homenajes y concesiones, el príncipe y sus sucesores estarán obligados a dar lealtad, homenaje y servicio al rey y a sus herederos, que él o sus predecesores han estado acostumbrados y obligados a dar a los reyes de Inglaterra”.

## Implicaciones
Aunque el tratado exigía que Llywelyn rindiera homenaje al rey de Inglaterra por sus territorios, en realidad era un reconocimiento del poder y la autoridad del príncipe. Sin embargo, en cuanto el hijo de Enrique, Eduardo I ascendió al trono inglés en 1272, las relaciones entre Inglaterra y Gales se deterioraron y Eduardo declaró la guerra a Llywelyn en 1276; el Tratado de Aberconwy de 1277 derogó las estipulaciones en Montgomery y limitó severamente el poder de Llywelyn. En diciembre de 1282, quince años después del tratado original, el ejército de Montgomery marchó hacia Builth Wells desde el castillo de Montgomery, sorprendiendo y dando muerte a Llywelyn. Después de 1295 y la última Guerra de Gales del siglo XIII, el castillo se convirtió más en una prisión y centro de retaguardia militar que en una fortaleza de primera línea.